# Народное Береговое
Народное Береговое, Народно-Береговое — деревня в Черлакском районе Омской области России. Входит в состав Татарского сельского поселения. Население 104 чел. (2010) .

## География
Народное Береговое находится на юге-востоке региона, в пределах Курумбельской степи, являющейся частью Чебаклы-Суминской впадины, на берегу р. Иртыш, примерно в 10 км от государственной границы с Казахстаном.

## История
В 3,5 км северо-восточнее деревни находится курганная группа «Народный-1» — материальное наследие древних поселенцев этих мест.
В соответствии с Законом Омской области от 30 июля 2004 года № 548-ОЗ «О границах и статусе муниципальных образований Омской области» деревня вошла в состав образованного муниципального образования «Татарское сельское поселение».

## Население
| 2010 |
| ---- |
| 104  |

Гендерный состав
По данным Всероссийской переписи населения 2010 года в гендерной структуре населения из 290 человек мужчин — 139, женщин — 151	(47,9 и	52,1 % соответственно)
Национальный состав
Согласно результатам переписи 2002 года, в национальной структуре населения русские составляли 95 % от общей численности населения в 145 чел..

## Инфраструктура
Личное подсобное хозяйство.

## Транспорт
Выезд к федеральной автотрассе А-320.
Автодорога «Народное Береговое — Кузнецовка» (идентификационный номер 52 ОП МЗ Н-574) длиной 18,35 км..